# Pterodroma pycrofti
Pterodroma pycrofti là một loài chim trong họ Procellariidae.